# Arthur: The Dog Who Crossed the Jungle to Find a Home
Arthur: The Dog Who Crossed the Jungle to Find a Home (en español: Arthur: El perro que atravesó la jungla para encontrar un hogar) es una autobiografía escrita por Mikael Lindnord y Val Hudson en 2016. Es la historia real de un hombre y un perro que se encontraron durante una carrera de aventuras en Ecuador.
El libro ha sido traducido a varios idiomas y ha sido adaptado como película bajo el título Arthur the King por Lionsgate en 2023.

## Argumento
Mientras Mikael Lindnord lidera a su equipo sueco de carreras de aventura en un desafiante viaje de 700 kilómetros a través de las selvas y montañas de Sudamérica, un compañero inesperado se une a ellos en el último tramo del viaje: Mikael comparte una albóndiga con un mestizo desaliñado pero digno. El equipo se encuentra incapaz de desprenderse de su nuevo amigo canino, ya que este perro estaba acostumbrado a seguir a extranjeros en brigadas médicas y expediciones de investigación. Sin embargo, mientras el equipo de Lindnord se enfrenta a ríos, enfermedades, lesiones, agotamiento y algunos de los terrenos más difíciles del planeta, Mikael cree haber forjado un fuerte vínculo con el perro, ahora llamado Arthur.
Su odisea compartida, documentada con fotografías espontáneas y narrada con una prosa cautivadora, sirve como un poderoso testimonio de la extraordinaria conexión entre perros y humanos. Cuando el equipo llega a la meta, Mikael decide adoptar a Arthur y traerlo de vuelta con su familia en Suecia, demostrando así la duradera y extraordinaria camaradería que puede desarrollarse entre el hombre y el perro. Mikael nunca preguntó de quién era el perro cuando estaba en la región.
En noviembre de 2014, un hombre ecuatoriano declaró a un periódico local que Arthur era su perro, Barbuncho. Varias personas cercanas al dueño le dijeron a Lindnord que, en realidad, le había quitado el perro a un hombre y su familia, pero Lindnord luego los culpó de ser cómplices del maltrato animal. Sin embargo, nunca hubo evidencia de maltrato; el perro vivía en una zona rural tropical y se sabía que acompañaba a su dueño en viajes de caza y caminatas con biólogos tropicales internacionales y profesionales de la salud con quienes trabajaba. Después de que activistas animales en Ecuador iniciaran una petición amenazando con violencia y encarcelamiento al antiguo dueño, este y sus conocidos decidieron ceder para proteger a su familia.

## Adaptación cinematográfica
El libro ha sido adaptado en la película Arthur the King, dirigida por Simon Cellan Jones y protagonizada por Mark Wahlberg como "Michael Light" (una versión ficticia de Mikael Lindnord), Simu Liu como Liam y Juliet Rylance como Helena, la esposa de Mikael/Michael. Aunque la historia relatada en los libros tuvo lugar en Ecuador, la película fue ambientada y filmada en la República Dominicana, para gran consternación y decepción de muchos ecuatorianos que sintieron que no se habían beneficiado, a pesar de que el perro fue sacado de su país.